# Stenopyga
Stenopyga (лат.) — род богомолов из семейства Deroplatyidae (ранее в Angelinae из Mantidae). Известен из Африки. Род включает около десяти видов и был впервые выделен в 1892 году немецким энтомологом Фердинандом Каршом (Ferdinand Karsch, 1853—1936), типовой вид Stenopyga extera Karsch.
От близких групп род отличается следующими признаками: супраанальная пластина округлая или трапециевидная (у сходного рода Agrionopsis она треугольная, острая), передняя голень длиннее, примерно на одну треть длины переднего бедра; внутренние апикальные доли передних тазиков расходятся; первый дисковидный шип переднего бедра короче второго.
- подрод Agriomantis Giglio-Tos, 1916
  - Stenopyga casta  Gerstaecker, 1883
- подрод Stenopyga  Karsch, 1892 (= Phitrus  Karsch, 1892)
  - Stenopyga belinga  Roy, 1973
  - Stenopyga extera  Karsch, 1892
  - Stenopyga ipassa  Roy, 1973
  - Stenopyga tenera  Werner, 1908
  - Stenopyga ziela  Roy, 1963
- подрод Stenopygella  Giglio-Tos, 1916
  - Stenopyga orientalis  Giglio-Tos, 1916
  - Stenopyga reticulata  Werner, 1916
  - Stenopyga usambarica  Beier, 1935